# Adalbert Georg August Wilhelm von Boyneburg
Adalbert Georg August Wilhelm von Boyneburg (* 14. Oktober 1711; † 28. Mai 1780) war ein deutscher Domherr.

## Leben
Boyneburg stammte aus der Adelsfamilie von Boyneburg und ist der Sohn von Georg Heinrich von Boyneburg und dessen Ehefrau Rahel. Er saß zu Lengsfeld und wurde zunächst Domkustos, Domkantor, Domscholaster und zuletzt Domherr in Naumburg (Saale). 1755 verglich er sich mit seinem Bruder wegen des Holzes und der Jagd zu Weilar.